# Ana de Santana
Ana Paula de Jesús Faria Santana, conocida como Ana de Santana (Gabela, provincia de Cuanza Sur, 20 de octubre de 1960) es una escritora y poetisa angoleña.

## Biografía
Nacida en Gabela, creció en Luanda, Angola. Es graduada de Economía de Negocios de la Universidad de Westminster y tiene una Maestría en Ciencias (Mérito de Maestría) en Historia Económica y Economía del Desarrollo por la London School of Economics and Political Science (LSE). En 1986 publicó la colección de poesía Sabores, Odores e Sonho (en español: Sabores, Aromas y Ensueños). Mezcla de las herencias de Angola y África, fracasos políticas y conflictos civiles, su trabajo describe la fragmentación experimentada en la vida cotidiana; sus poemas contienen frases rotas que describen la persistencia de imposibilidades y deseos frustrados.
El profesor Oyekan Owomoyela creía que Santana y Ana Paula Tavares eran de «particular interés e importancia» entre los poetas angoleños de la década de 1980, un género que ha estado típicamente dominado por escritores masculinos. Según Luís Kandjimbo, pertenece a un grupo de escritoras contemporáneas en Angola como Ana Paula Tavares, Amélia da Lomba y Lisa Castel, a quienes llama la «Generación de la Incertidumbres» (Geração das Incertezas), escritoras que típicamente muestran angustia y melancolía en sus obras, expresando decepción con las condiciones políticas y sociales en el país. Esta generación, que también incluyó a João Maimona, José Eduardo Agualusa, Lopito Feijoó y João de Melo, representa el movimiento poético angoleño de los años ochenta. También es contemporánea de la poeta Maria Alexandre Dáskalos. Santana, Dáskalos y Tavares son conocidos por «explorar temas relacionados con el deseo erótico y la heterosexualidad».